# La batalla de los bastardos
«La batalla de los bastardos» es el noveno episodio de la sexta temporada de la serie de televisión de fantasía medieval Game of Thrones, de la cadena HBO. Los creadores de la serie David Benioff y D. B. Weiss escribieron el episodio y Miguel Sapochnik lo dirigió. Tiene una duración de 60 minutos.
Este episodio ganó varios premios entre ellos el de "Mejor guion de serie dramática" y "Mejor dirección de serie dramática" en los Premios Primetime Emmy de 2016, además de otros premios por Emmys técnicos, entre ellos "Mejor mezcla de sonido para serie dramática", 
"Mejor edición de fotografía", "Mejores efectos especiales" y "Mejor maquillaje no prostético".

## Argumento

### En Meereen
Daenerys Targaryen (Emilia Clarke) y Tyrion Lannister (Peter Dinklage) discuten un plan para hacer frente a la flota de los esclavistas. Daenerys tiene intención de liquidar al ejército y exterminar a la población de Yunkai, Astapor y Volantis, pero Tyrion le rebate sugiriendo hablar con los Amos y ofreciéndoles condiciones de rendición. Daenerys, Tyrion, Missandei (Nathalie Emmanuel) y Gusano Gris (Jacob Anderson) se reúnen con los Amos, quienes proponen recuperar a estos dos últimos y sacrificar a los dragones. En cuanto Dany los confronta, Drogon llega ante ellos para ser montado por Daenerys, en el momento en que Rhaegal y Viserion huyen de su confinamiento para unirse en la quema de la flota esclavista. Tyrion le dice a los Amos que Daenerys ha ordenado que uno de ellos muera como castigo por sus crímenes. Ofrecen a Yezzan zo Qaggaz (Enzo Cilenti), pero Gusano Gris mata a los otros dos en su lugar. Tyrion ordena a Yezzan decir a los otros Amos acerca de lo sucedido. Mientras tanto, Daario Naharis (Michiel Huisman) lidera la carga dothraki contra los Hijos de la Arpía, quienes son vistos masacrando libertos a las afueras de la ciudad, y son derrotados y exterminados.
Más tarde, Daenerys y Tyrion se reúnen con Theon (Alfie Allen) y Yara Greyjoy (Gemma Whelan), quienes han llegado a la ciudad. Ofrecen a Dany su flota de buques a cambio de que ella les ayude a derrocar a su tío Euron Greyjoy. Daenerys se compromete a ayudarles si los hijos del hierro cesan con el pillaje y los saqueos, a lo que Yara acepta a regañadientes.

### En el Norte
Jon Nieve (Kit Harington), Sansa Stark (Sophie Turner), Tormund (Kristofer Hivju) y Davos Seaworth (Liam Cunningham) se reúnen con Ramsay Bolton (Iwan Rheon), Harald Karstark (Paul Rattray) y Pequeño Jon Umber (Dean S. Jagger) antes de la batalla. Ramsay ofrece sus términos de rendición, diciendo que perdonará a Jon la deserción de la Guardia de la Noche si le juran lealtad y Sansa vuelve con él. Cuando Jon y Sansa expresan su incredulidad de que Ramsay pueda tener a Rickon Stark (Art Parkinson), Pequeño Jon Umber arroja ante los presentes la cabeza de Peludo. Sansa niega los términos de la rendición y le dice a Ramsay que va a morir al día siguiente, antes de abandonar el encuentro. Jon ofrece a Ramsay la oportunidad de resolver su controversia en combate singular; a lo que Ramsay se niega.
Después de que Jon discute el plan de batalla con Tormund y Davos, Sansa critica a Jon por atacar sin reunir más hombres, y le advierte de que Ramsay será capaz de contrarrestar su estrategia. Jon insiste en que este es el ejército más grande que posiblemente pudieran reunir. Más tarde, Jon se reúne con Melisandre (Carice van Houten) y le pide no traerle de vuelta si vuelve a morir en la batalla. Mientras tanto, Davos y Tormund discuten acerca de su tiempo sirviendo a Stannis Baratheon y Mance Rayder, respectivamente. Davos posteriormente encuentra la pira de Shireen Baratheon y el ciervo de madera que le regaló.
Los ejércitos se reúnen a la mañana siguiente, con Ramsay trayendo a Rickon. Ramsay le propone a Rickon correr hacia el ejército de Jon, mientras que va preparando un arco. Jon cabalga a toda prisa para intentar salvar a Rickon, pero este es alcanzado en el corazón por una flecha y muere. Ramsay Bolton ordena la carga de su caballería y Davos se ve obligado a ordenar a la caballería Stark avanzar para proteger a Jon. La batalla que sigue deja a cientos de guerreros Bolton y Stark muertos, y las fuerzas Stark restantes se refugian de los arqueros Bolton tras una muralla de cadáveres. Sin embargo, los lanceros Bolton rodean a los Stark y se acercan a ellos, mientras que Lord Umber conduce a sus hombres sobre la muralla humana para matar a los soldados que intentan escapar. Aunque el gigante Wun Wun (Ian Whyte) es capaz de matar a unos cuantos soldados Bolton, Tormund finalmente entra en pánico y envía a los salvajes hacia la colina. Tormund pelea en combate singular contra Lord Umber y le arranca la garganta, pero las fuerzas Stark siguen apareciendo condenadas, hasta que un cuerno suena en la distancia. Petyr Baelish (Aidan Gillen) y Sansa llegan con los caballeros del Valle de Arryn, quienes rápidamente pasan por encima de los soldados Bolton.
Ramsay decide retirarse dentro de Invernalia, mientras que Jon, Wun Wun y Tormund comienzan a darle caza. Ramsay dice a sus hombres que los rebeldes son demasiado débiles para un asedio. Sin embargo, Wun Wun es capaz de romper las puertas y abrirse paso. Ramsay dispara una flecha en el ojo de Wun Wun, causándole la muerte, antes de decirle a Jon que ha reconsiderado la opción de un combate singular. Jon es capaz de bloquear las flechas de Ramsay con un escudo y comienza a golpearlo casi hasta la muerte, pero se detiene después de ver a Sansa.
Los estandartes de la Casa Bolton comienzan a ser retirados para ser reemplazados por los de la Casa Stark. Jon ordena que el cuerpo de Rickon sea enterrado junto al de su padre en la Cripta de Invernalia, al momento en que Sansa le pregunta dónde está manteniendo a Ramsay prisionero. Por la noche, Sansa va a visitar a Ramsay en su celda en las perreras, con sus perros. Ramsay declara que sus perras le son leales y no irán a hacerle daño, pero Sansa le recuerda su provocación anterior que no les había dado de comer durante una semana. Mientras que las perras atacan a su amo hasta la muerte, Sansa marcha del lugar con satisfacción en su rostro.

## Producción
Para la batalla de Invernalia entre La Casa Stark y Bolton se filmó en 25 días requiriendo 500 extras y 60 caballos que al final con el uso de CGI se hizo una escena con casi de 7000 hombres y un número apropiado de caballos. En un segmento de "Dentro del episodio" publicado por HBO poco después de que el episodio saliera al aire Benioff y Weiss dijeron que la batalla final fue inspirada principalmente de la Batalla de Cannas y de la Guerra Civil Americana.

## Reparto
Este episodio fue la última aparición de un personaje principal, Ramsay Bolton, cuyo actor, Iwan Rheon, lo llevaba interpretando desde la tercera temporada. También aparecieron por última vez los personajes secundarios de Art Parkinson (Rickon Stark), Dean S. Jagger (El pequeño Jon Umber) y Ian Whyte (El gigante Wun Wun).

## Recepción

### Recepción crítica
El episodio fue recibido en su mayoría positivamente por los críticos y fue elogiado como uno de los mejores episodios de la serie ha recibido una calificación de 98% en el sitio web de la revisión agregador Rotten Tomatoes de 49 reseñas con una puntuación media de 9,2 / 10.